# Igreja Nova (Constantinopla)
Igreja Nova (em grego: Νέα Ἐκκλησία; romaniz.: Nea Ekklesia) foi um igreja construída pelo imperador bizantino Basílio I, o Macedônio  (r. 867–886) em Constantinopla entre os anos de 876 e 880. Ela foi a primeira igreja monumental construída na capital bizantina depois de Santa Sofia no século VI e marca o início do período intermediário da arquitetura bizantina. Ela continuou em uso durante todo o período paleólogo. Utilizada como depósito de pólvora pelos conquistadores otomanos, foi destruída em 1490 após ter sido atingida por um relâmpago. Embora não tenha sobrevivido, muito se sabe, à exceção de sua estrutura precisa, acerca da Igreja Nova principalmente devido as menções feitas em obras bizantinas como a Vida de Basílio (Vita Basilii) bem como em mapas do período. Ricamente decorada, foi o local onde algumas relíquias cristãs foram depositadas dentre elas aquelas de Constantino.

## História

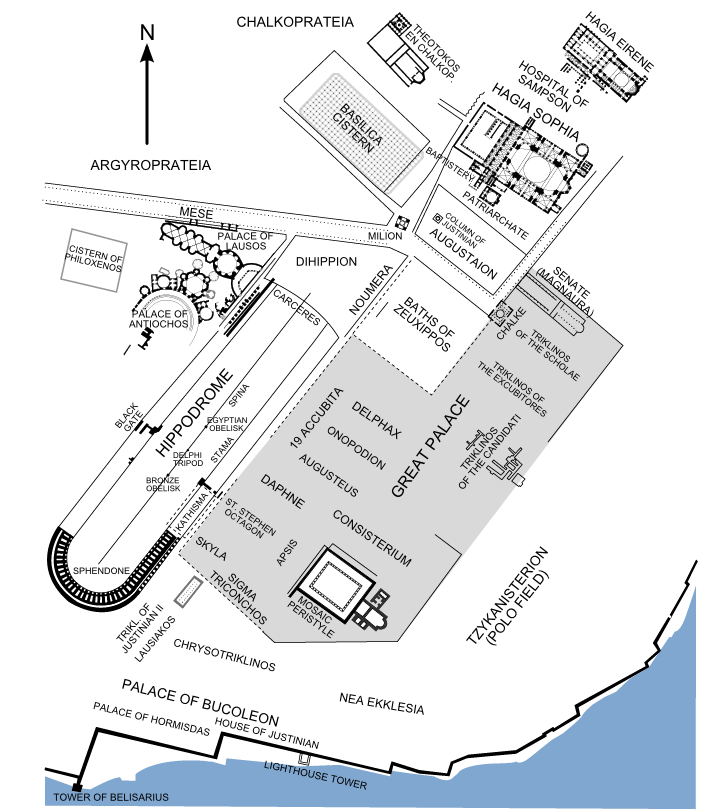
Mapa do distrito do Grande Palácio. A localização aproximada da Igreja Nova está marcada no canto sudeste.

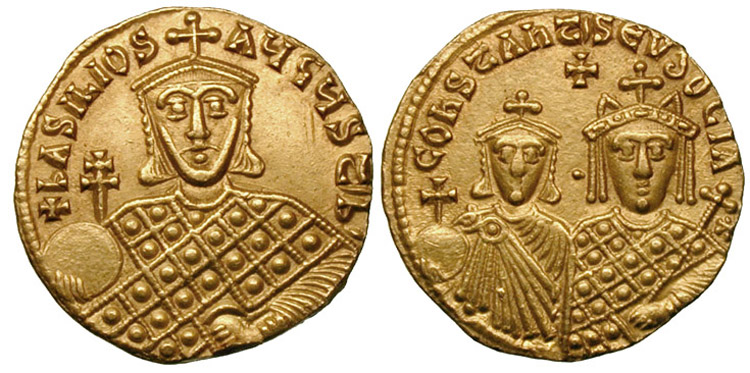
Soldo do imperador r..

O imperador Basílio I foi o fundador da dinastia macedônica, a mais poderosa na história bizantina. Ele se considerava um restaurador do império, um novo Justiniano I, e iniciou um grande programa de obras públicas em Constantinopla, emulando seu grande predecessor. A Igreja Nova era a Santa Sofia de Basílio, com o próprio nome implicando o começo de uma nova era. A igreja foi construída sob a supervisão pessoal de Basílio no canto sudeste do complexo do Grande Palácio, próximo da antigo Tzicanistério (campo de pólo). Basílio construiu outra igreja nas proximidades, a "Virgem do Farol". A Igreja Nova foi consagrada em 1 de maio de 880 pelo patriarca Fócio e dedicada a Jesus Cristo, ao arcanjo Miguel (em fontes posteriores, Gabriel), ao profeta Elias (um dos santos favoritos de Basílio), à Virgem Maria e a São Nicolau.
É uma importante indicação das intenções de Basílio para com sua nova igreja que ele a proveu com suas próprias terras e com uma administração autónoma, nos mesmos moldes de Santa Sofia. Durante o seu reinado e no de seu sucessor, a Igreja Nova teve um importante papel nas cerimonias palacianas e, pelo menos até ao reinado de Constantino VII Porfirogênito (c. 913–959), o aniversário de sua consagração era uma importante festa dinástica. Em algum ponto do século XI ela foi convertida num mosteiro e passou a ser conhecida como "Novo Mosteiro" (em grego: Νέα Μονή). O imperador Isaac II Ângelo (c. 1185-1195; 1203-1204) retirou muito de sua decoração, móveis e vasos litúrgicos e utilizou-os para restaurar a Igreja de São Miguel em Anáplo. O edifício continuou a ser utilizados pelos latinos e sobreviveu ao período paleólogo até a conquista otomana da cidade. Os conquistadores, porém, utilizaram a igreja como depósito de pólvora e, assim, em 1490, quando o edifício foi atingido por um raio, foi destruído e, em seguida, demolido. Por isso, as únicas fontes de informação que temos sobre o edifício são literárias, especialmente a obra do século X "Vida de Basílio", e algumas representações muito primitivas em mapas.

## Descrição
Como já foi dito, não se sabe muito sobre os detalhes da estrutura. A igreja foi construída com cinco cúpulas: a central era dedicada a Cristo enquanto que as quatro menores abrigavam capelas para os outros quatro santos a quem a igreja fora dedicada. O exato arranjo das cúpulas e mesmo o tipo de igreja são temas de disputa. Muitos acadêmicos consideram que ela tinha uma estrutura em cruz grega, similar a do Mireleu e da igreja do Mosteiro de Lips (atualmente a Mesquita de Fenari Issa). De fato, o uso disseminado deste desenho por todo o mundo ortodoxo, dos Bálcãs à Rússia, é atribuído ao prestígio desta importante igreja imperial.
A Igreja Nova foi a maior e mais importante obra do programa de Basílio e ele não poupou despesas para decorá-la de forma mais luxuosa possível: outras igrejas e estruturas da capital, inclusive o mausoléu de Justiniano I, foram limpos por conta disto e a marinha bizantina, empregada para transportar o mármore requerido, deixou a Siracusa, na Sicília, desprotegida e ela acabou caindo frente aos Aglábidas. O neto de Basílio, o imperador Constantino VII Porfirogênito, dá a seguinte descrição da decoração da igreja em sua laudatória écfrase:
| “ | Esta igreja, como uma noiva adornada com pérolas e ouro, com prata brilhante, com uma variedade de mármores de todas as cores, com composições de tésseras em mosaico, e roupas de seda, ele [Basílio] ofereceu a Cristo o noivado imortal. Seu teto, composto por cinco cúpulas, brilha com o ouro e resplandece com belas imagens e com estrelas, enquanto que no exterior, é adornado com latão que parece ouro. As paredes de cada lado são embelezadas com caros mármores de muitas cores, enquanto que o santuário é enriquecido com ouro e prata, pedras preciosas e pérolas. A barreira que separa o santuário da nave, incluindo suas colunas e os linteis sobre elas; os bancos que estão ali e os degraus a frente, e as mesas sagradas em si - todos são de prata e ouro, de pedras preciosas e de caras pérolas. Já sobre o piso, ele parece ser coberto com tecidos de seda de Sídon; por toda parte ele foi adornado com pranchas de mármore de cores diferentes circundadas por tiras em mosaico de vários formatos, tudo junto com grande precisão e sobrando em elegância. | ” |

O átrio da igreja estava à frente da entrada oeste com duas fontes de mármore e pórfiro. Dois pórticos ladeavam os lados leste e oeste da igreja até o Tzicanistério e, do lado voltado para o mar (sul), um tesouro e uma sacristia foram construídos. A oeste do complexo da igreja estava um jardim conhecido como mesocépio (mesokēpion; "jardim do meio").

## Relíquias
Juntamente com o oratório de Santo Estêvão no Palácio de Dafne e a Igreja da Virgem do Farol, a Igreja Nova era o principal local de abrigo das santas relíquias no Grande Palácio. Entre elas estavam o manto de pele de cordeiro de Elias, a mesa de Abraão, na qual ele recebeu três anjos, o chifre que o profeta Samuel utilizou para ungir David e as relíquias de Constantino. Após o século X, mais relíquias foram aparentemente transladadas para lá a partir de outros locais, incluindo a "vara de Moisés" que estava no Crisotriclino.